# Oscarsgalan 1950
Oscarsgalan 1950 som hölls 23 mars 1950 var den 22:a upplagan av Oscarsgalan där det prestigefyllda amerikanska filmpriset Oscar delades ut till filmer som kom ut under 1949.

## Priskategorier

### Bästa film
Vinnare:
Alla kungens män -  (Robert Rossen Productions)
Övriga nominerade:
På främmande mark -  (M-G-M)
Arvtagerskan -  (Paramount)
Min man - eller din? -  (20th Century Fox)
Blodig gryning -  (20th Century Fox)

### Bästa manliga huvudroll
Vinnare:
Alla kungens män - Broderick Crawford
Övriga nominerade:
Champion - Kirk Douglas
Blodig gryning - Gregory Peck
Mannen från Skottland - Richard Todd
Nationens hjältar - John Wayne

### Bästa kvinnliga huvudroll
Vinnare:
Arvtagerskan - Olivia de Havilland
Övriga nominerade:
En droppe negerblod - Jeanne Crain
Mitt dåraktiga hjärta - Susan Hayward
Edward, min son - Deborah Kerr
Nunnan och spelaren - Loretta Young

### Bästa manliga biroll
Vinnare:
Blodig gryning - Dean Jagger
Övriga nominerade:
Alla kungens män - John Ireland
Champion - Arthur Kennedy
Arvtagerskan - Ralph Richardson
På främmande mark - James Whitmore

### Bästa kvinnliga biroll
Vinnare:
Alla kungens män - Mercedes McCambridge
Övriga nominerade:
En droppe negerblod - Ethel Barrymore
Nunnan och spelaren - Celeste Holm
Nunnan och spelaren - Elsa Lanchester
En droppe negerblod - Ethel Waters

### Bästa regi
Vinnare:
Min man - eller din? - Joseph L. Mankiewicz
Övriga nominerade:
Ögonvittnet - Carol Reed
Alla kungens män - Robert Rossen
På främmande mark - William A. Wellman
Arvtagerskan - William Wyler

### Bästa manus
Vinnare:
Min man - eller din? - Joseph L. Mankiewicz
Övriga nominerade:
Alla kungens män - Robert Rossen
Cykeltjuven - Cesare Zavattini
Champion - Carl Foreman
Ögonvittnet - Graham Greene

### Bästa berättelse
Vinnare:
Säg ja till livet - Douglas Morrow
Övriga nominerade:
Nunnan och spelaren - Clare Boothe Luce
Det händer varje år - Shirley W. Smith, Valentine Davies
Nationens hjältar - Harry Brown
Glödhett - Virginia Kellogg

### Bästa berättelse och manus
Vinnare:
På främmande mark - Robert Pirosh
Övriga nominerade:
Sången är mitt liv - Sidney Buchman
Befriande eld - Alfred Hayes, Federico Fellini, Sergio Amidei, Marcello Pagliero, Roberto Rossellini
Biljett till Burgund - T.E.B. Clarke
The Quiet One - Helen Levitt, Janice Loeb, Sidney Meyers

### Bästa foto (färg)
Vinnare:
Larm över prärien - Winton C. Hoch
Övriga nominerade:
Vi dansar igen! - Harry Stradling Sr.
Sången är mitt liv - William E. Snyder
Unga kvinnor - Robert H. Planck, Charles Edgar Schoenbaum
Vildmarken lockar - Charles G. Clarke

### Bästa foto (svartvitt)
Vinnare:
På främmande mark - Paul Vogel
Övriga nominerade:
Champion - Franz Planer
Nunnan och spelaren - Joseph LaShelle
Arvtagerskan - Leo Tover
Skälmarnas furste - Leon Shamroy

### Bästa scenografi (svartvitt)
Vinnare:
Arvtagerskan - John Meehan, Harry Horner, Emile Kuri
Övriga nominerade:
Nunnan och spelaren - Lyle R. Wheeler, Joseph C. Wright, Thomas Little, Paul S. Fox
Madame Bovary - Cedric Gibbons, Jack Martin Smith, Edwin B. Willis, Richard Pefferle

### Bästa scenografi (färg)
Vinnare:
Unga kvinnor - Cedric Gibbons, Paul Groesse, Edwin B. Willis, Jack D. Moore
Övriga nominerade:
Don Juans äventyr - Edward Carrere, Lyle B. Reifsnider
Saraband - Jim Morahan, William Kellner, Michael Relph

### Bästa kostym (svartvitt)
Vinnare:
Arvtagerskan - Edith Head, Gile Steele
Övriga nominerade:
Skälmarnas furste - Vittorio Nino Novarese

### Bästa kostym (färg)
Vinnare:
Don Juans äventyr - Leah Rhodes, Travilla, Marjorie Best
Övriga nominerade:
Tjusiga professorn - Kay Nelson

### Bästa ljud
Vinnare:
Blodig gryning -  (20th Century-Fox Sound Dept.)
Övriga nominerade:
Once More, My Darling -  (Universal-International Sound Dept.)
Nationens hjältar -  (Republic Sound Dept.)

### Bästa klippning
Vinnare:
Champion - Harry W. Gerstad
Övriga nominerade:
Alla kungens män - Robert Parrish, Al Clark
På främmande mark - John D. Dunning
Nationens hjältar - Richard L. Van Enger
Fönstret - Frederic Knudtson

### Bästa specialeffekter
Vinnare:
Fantomen från Afrika -  (ARKO Productions)
Övriga nominerade:
Tulsa - den brinnande staden -  (Walter Wanger Pictures)

### Bästa sång
Vinnare:
Neptuns dotter - Frank Loesser för "Baby, It's Cold Outside"
Övriga nominerade:
Stjärnskott i Hollywood - Jule Styne (musik), Sammy Cahn (text) för "It's a Great Feeling"
Det svarta fåret - Eliot Daniel (musik), Larry Morey (text) för "Lavender Blue"
Mitt dåraktiga hjärta - Victor Young (musik), Ned Washington (text) för "My Foolish Heart"
Nunnan och spelaren - Alfred Newman (musik), Mack Gordon (text) för "Through a Long and Sleepless Night"

### Bästa filmmusik (musikal)
Vinnare:
New York dansar - Roger Edens, Lennie Hayton
Övriga nominerade:
Sången är mitt liv - Morris Stoloff, George Duning
Look for the Silver Lining - Ray Heindorf

### Bästa filmmusik (drama eller komedi)
Vinnare:
Arvtagerskan - Aaron Copland
Övriga nominerade:
Bortom skogen - Max Steiner
Champion - Dimitri Tiomkin

### Bästa kortfilm (tvåaktare)
Vinnare:
Van Gogh - Gaston Diehl, Robert Hessens
Övriga nominerade:
Boy and the Eagle - William Lasky
Chase of Death - Irving Allen
The Grass Is Always Greener - Gordon Hollingshead
Snow Carnival - Gordon Hollingshead

### Bästa kortfilm (enaktare)
Vinnare:
Aquatic House Party - Jack Eaton
Övriga nominerade:
Roller Derby Girl - Justin Herman
So You Think You're Not Guilty - Gordon Hollingshead
Spills and Chills - Walton C. Ament
Water Trix - Pete Smith

### Bästa animerade kortfilm
Vinnare:
For Scent-imental Reasons - Edward Selzer
Övriga nominerade:
Hatch Up Your Troubles - Fred Quimby
The Magic Fluke - Stephen Bosustow
Leksakskriget - Walt Disney

### Bästa dokumentära kortfilm
Oavgjort:
A Chance to Live - Richard De Rochemont
So Much for So Little - Edward Selzer
Övriga nominerade:
1848 -  (French Cinema General Cooperative)
The Rising Tide -  (St. Francis-Xavier University Nova Scotia)

### Bästa dokumentärfilm
Vinnare:
Daybreak in Udi -  (Crown Film Unit)
Övriga nominerade:
Kenji Comes Home - Paul F. Heard

### Ungdomspris
Bobby Driscoll

### Heders-Oscar
Fred Astaire
Cecil B. DeMille
Jean Hersholt
Cykeltjuven (Italien) bästa utländska film som släpptes i USA 1949